# Görcsönydoboka
Görcsönydoboka is een plaats (község) en gemeente in het Hongaarse comitaat Baranya. Görcsönydoboka telt 438 inwoners (2001).